# Lista dos membros da Expedição Terra Nova 1910-1912
Lista dos membros da Expedição Terra Nova

## Grupo terrestre

### Oficiais
- Robert Falcon Scott, Capitão, Marinha Real
- Edward Evans, Tenente, Marinha Real
- Victor Campbell, Tenente, Marinha Real
- Henry Robertson Bowers, Tenente, Marinha Real Indiana
- Lawrence Oates, Capitão, 6th (Inniskilling) Dragoons
- George Murray Levick, Cirurgião, Marinha Real
- Edward L. Atkinson, Cirurgião, Marinha Real, parasitólogo

### Equipa científica
- Edward Adrian Wilson, Chefe da equipa e zoólogo
- George Simpson, meteorologista
- Thomas Griffith Taylor, geólogo
- Edward W. Nelson, biólogo
- Frank Debenham, geólogo
- Charles Seymour Wright, físico
- Raymond Priestley, geólogo
- Herbert Ponting, fotógrafo
- Bernard C. Day, engenheiro de motores
- Cecil H. Meares, responsável pelos cães
- Apsley Cherry-Garrard, assistente zoólogo
- Tryggve Gran, sub-Tenente norueguês, especialista em esquis

### Restantes membros
- William Lashly, fogueiro-chefe, Marinha Real
- W. W. Archer, camareiro, ex-Marinha Real
- Thomas Clissfold, cozinheiro, ex-Marinha Real
- Edgar Evans, sub-Tenente, Marinha Real
- Robert Forde, sub-Tenente, Marinha Real
- Thomas Crean, sub-Tenente, Marinha Real
- Thomas S. Williamson, sub-Tenente, Marinha Real
- Patrick Keohane, sub-Tenente, Marinha Real
- George P. Abbott, sub-Tenente, Marinha Real
- Frank V. Browning, sub-Tenente segunda classe, Marinha Real
- Harry Dickason, marinheiro de primeira classe, Marinha Real
- F. J. Hooper, comissário-de-bordo, ex-Marinha Real
- Anton Omelchenko, camareiro
- Dimitri Gerof, especialista em cães

## Grupo de bordo

### Oficiais
- Harry L. L. Pennel, Tenente, Marinha Real
- Henry F. de P. Rennick, Tenente, Marinha Real
- Wilfrid M. Bruce, Tenente, Marinha Real

### Restante tripulação
- Francis R. H. Drake, tesoureiro, secretário e meteorologista a bordo, Marinha Real (reformado)
- Dennis G. Lillie, biólogo
- James R. Dennistoun, responsável pelas mulas
- Alfred B. Cheetham, contramestre, Marinha Real
- William Williams, chefe da casa-das-máquinas, artesão, Marinha Real
- William A. Horton, casa-das-máquinas, artesão, Marinha Real
- Francis E. C. Davies, carpinteiro naval, Marinha Real
- Frederick Parsosns, sub-Tenente, Marinha Real
- William L. Head, sub-Tenente, Marinha Real
- Arthur S. Bailey,  sub-Tenente segunda classe, Marinha Real
- Albert Balson, marinheiro principal, Marinha Real
- Joseph Leese, marinheiro, Marinha Real
- John Hugh Master, sub-Tenente, Marinha Real
- Robert Oliphant, marinheiro de primeira classe
- Thomas F. McLeod, marinheiro de primeira classe
- Mortimer McMarthy, marinheiro de primeira classe
- William Knowles, marinheiro de primeira classe
- Charles Williams, marinheiro de primeira classe
- James Skelton, marinheiro de primeira classe
- William McDonald, marinheiro de primeira classe
- James Patton, marinheiro de primeira classe
- Robert Brissenden,
- Edward A. McKenzie, fogueiro
- William Burton, fogueiro
- Bernard J. Stone, fogueiro
- Angus McDonald, fogueiro/bombeiro
- Thomas McGillon, fogueiro/bombeiro
- Charles Lammas, , fogueiro/bombeiro
- W. H. Neale, camareiro